# Prémio Pilot
O Prémio Pilot – em sueco Pilotpriset - foi um prémio literário, atribuído anualmente no período 1985-1999 a escritores “com obra literária notável na lingua sueca”.
O Prémio Pilot foi instituído pela Pilot Pen – uma empresa japonesa fabricante de canetas.
O valor do prémio era de 150 000 coroas suecas.
Entre os galardoados com este prémio figuram Birgitta Trotzig, Kerstin Ekman, Tomas Tranströmer, Lars Gustafsson, Bo Carpelan e Sara Lidman.

## Galardoados
- 1985: Birgitta Trotzig
- 1986: Sven Delblanc
- 1987: Lars Gyllensten
- 1988: Tomas Tranströmer
- 1989: Olof Lagercrantz
- 1990: Willy Kyrklund
- 1991: Werner Aspenström
- 1992: Lars Forssell
- 1993: Karl Vennberg
- 1994: Lars Norén
- 1995: Kerstin Ekman
- 1996: Lars Gustafsson
- 1997: Ulf Linde
- 1998: Bo Carpelan
- 1999: Sara Lidman